# اما لوندس
اِما لوندِس (انگلیسی: Emma Lowndes؛ زادهٔ ۱۹۷۵ میلادی) یک هنرپیشه سینما و تلویزیون اهل انگلستان است. وی دانش‌‌آموختۀ آکادمی سلطنتی هنرهای دراماتیک است.

## گزیدهٔ آثار

### سینما
- همه یا هیچ (۲۰۰۲)

### تلویزیون
- تفنگدارها (۲۰۱۵)
- دانتون ابی (۲۰۱۴)